# Cirrospilus gracielae
Cirrospilus gracielae är en stekelart som beskrevs av De Santis 1994. Cirrospilus gracielae ingår i släktet Cirrospilus och familjen finglanssteklar. Inga underarter finns listade i Catalogue of Life.